# 賀泰
賀泰（1464年—？），字志同，直隶蘇州府吳縣人。明朝政治人物，同進士出身。

## 生平
成化十九年（1483年）癸卯科應天府鄉試第九十九名舉人，弘治十二年（1499年），登己未科會試第一百四十一名，三甲六十四名進士。授衢州府推官，正德二年（1507年）六月入朝擔任廣東道監察御史。後任掌道御史，五年八月劉瑾谋反，列奏其罪。正德八年，武宗收京師無賴及宦官厮養為義子，一日之內而賜國姓者有一百二十七人，賀泰抗言反對。諸人激怒于武宗，賀泰被謫為處州府推官，後歷升南京兵部武库司郎中，十四年（1519年）十月官至廣東右參議。
賀泰在東洞庭山查湾建有三卯堂，以纪念祖父賀廉中永樂癸卯舉人、父賀元忠中成化辛卯榜，自己登成化癸卯舉人。其墓也在東山查湾。

## 家族
曾祖贺文昌；祖贺廉，按察司知事、贈監察御史；父贺元忠，按察司副使。母邹氏，贈孺人。严侍下。弟晋、艮、渐、孚。